# Camarea linearifolia
Camarea linearifolia är en tvåhjärtbladig växtart som beskrevs av A. St.-hil.. Camarea linearifolia ingår i släktet Camarea och familjen Malpighiaceae. Inga underarter finns listade i Catalogue of Life.